# Antiimperialisme

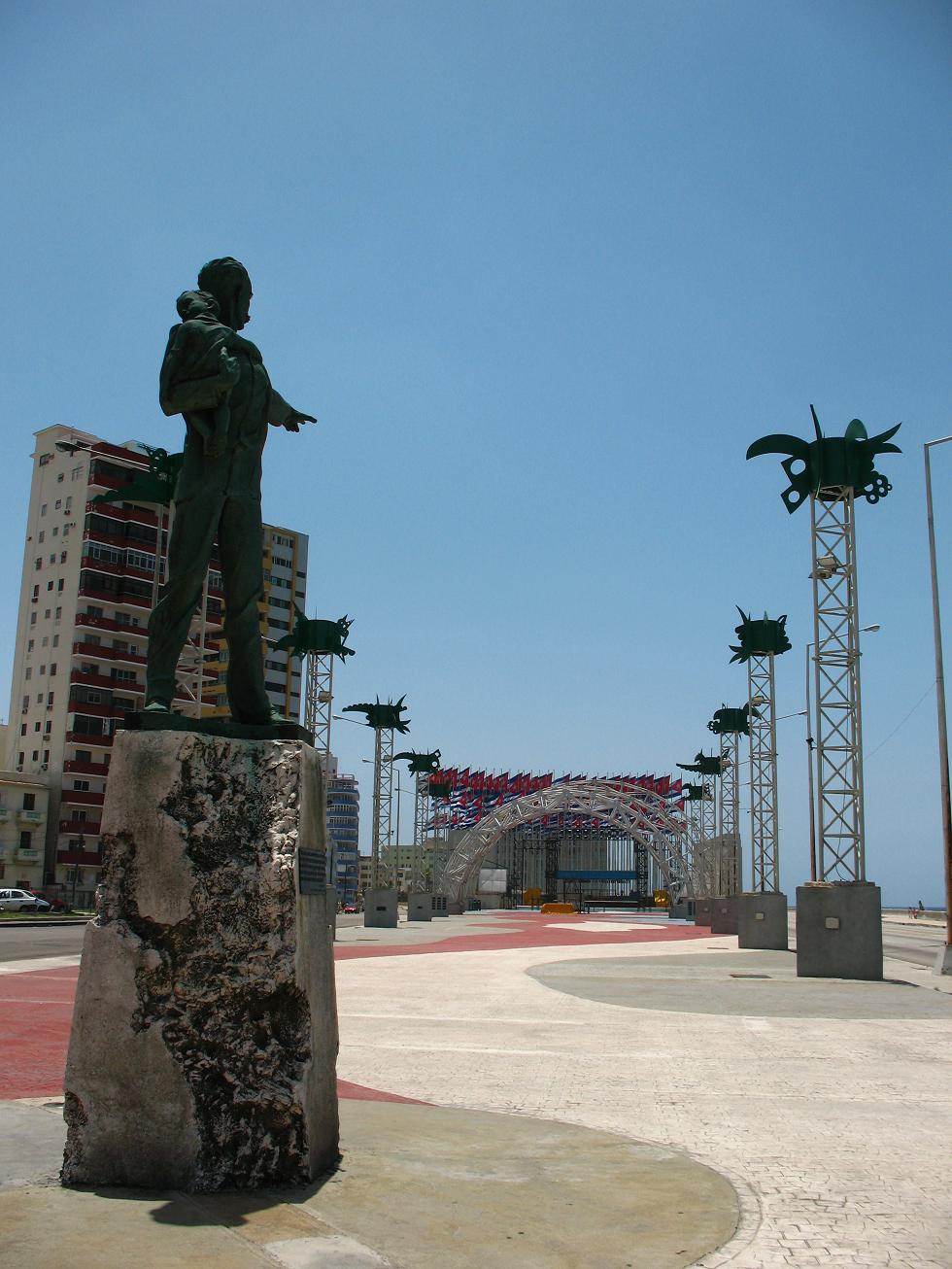
Estàtua de José Martí amb la tribuna antiimperialista de l'Havana de fons.

L′antiimperialisme és una posició política sorgida al final del segle xix que es caracteritza per una categòrica oposició a l'imperialisme. El pensament antiimperialista està estretament vinculat al qüestionament dels mecanismes de dependència neocolonial caracteritzats per mecanismes de subjecció econòmics i financers, així com als anomenats processos d'alliberament nacional.